# Cova del Càvet
La Cova del Càvet és un avenc del terme de Conca de Dalt, al Pallars Jussà, dins de l'antic terme de Toralla i Serradell, en territori del poble de Serradell.
Està situat al sud-oest del poble de Serradell, en el costat de ponent del Tossal del Càvet. És una cavitat d'una sola galeria de grans dimensions al començament, que es va estrenyent a mesura que penetra en la terra.